# توننگو
توننگو (به ایتالیایی: Tonengo) یک کومونه در ایتالیا است که در استان آسته واقع شده‌است.

## خصوصیات
توننگو ۵٫۵ کیلومترمربع مساحت و ۲۰۰ نفر جمعیت دارد و ۴۳۰ متر بالاتر از سطح دریا واقع شده‌است.